# ニューひやま
ニューひやま（英：NEW HIYAMA）は、ハートランドフェリーが運航していたフェリー。

## 概要
「第一ひやま」の代替船として、1991年5月31日に瀬棚・江差 - 奥尻航路に就航。船名は寄港地名を用いず、檜山地方全体の発展に貢献する願いを込めたものとした。
2008年4月にはハートランドフェリーへの社名変更に伴い塗装デザインを変更し、エゾカンゾウをイメージした黄色を用いたデザインとした。
同年引退し、その後ギリシャに売却され「Kerkyra Express」として運行されている。

## 船内
内装設備は高島屋が担当し、ホテルを思わせる豪華志向のものとした。
客室
- 特別室：6名
- 1等室：椅子席20名、和室40名
- 2等室：120名1室・184名1室
- 甲板ベンチ（夏季のみ）：170名

## 事故・インシデント
- 1993年7月12日、北海道南西沖地震が発生した際、本船は奥尻港に停泊中であった。本船はエンジンを2分間で始動させ係船索を鉈で切断して離岸し船尾が防波堤に衝突しつつも5分間で緊急出港し二晩の間沖止めの後14日に点検のため函館港へ移動[6]、スクリューの改修を行った後16日に江差港に戻り江差-奥尻航路の運航を再開[7]。